# The Family Jewels
The Family Jewels (englisch für „Die Familienjuwelen“) ist das Debütalbum der britischen Sängerin Marina Diamandis, das im Februar 2010 unter dem Künstlernamen Marina & The Diamonds erschien.

## Entstehung und Veröffentlichung
Die Erstveröffentlichung von The Family Jewels erfolgte am 14. Februar 2010 bei 679 Recordings. Das Album erschien in seiner Originalausführung als CD (Katalognummer: 825646836253) und LP (Katalognummer: 679 2564681084) sowie zum Download mit 13 Titeln.
Geschrieben wurden alle Lieder von Diamandis selbst, teilweise allein, zum Teil mit den Koautoren Pascal Gabriel und Liam Howe. Die beiden Koautoren zeichneten zudem auch für Teile der Produktion verantwortlich, ebenso Ash Howes, Greg Kurstin und Richard Stannard. Die Aufnahmen fanden hauptsächlich in England, speziell London statt, aber auch im La Ruine Studio in Frankreich. Diamandis erzählte in einem Interview, dass die Aufnahmen länger als erwartet gedauert hatten, da sie die Auftritte auf der Bühne sehr vermisste und sich deshalb schlecht konzentrieren konnte. Die Aufnahmen wurden in der Woche vom 27. Oktober 2009 abgeschlossen.

## Hintergrund
Diamandis nahm ihre ersten Lieder im heimischen Schlafzimmer mit der Apple-Software GarageBand auf. Im Januar 2008 wurde der Talentsucher des Musiklabels Neon Gold Records, Derek Davies, auf die Musikerin aufmerksam. Er organisierte ihr einen Auftritt im Vorprogramm des belgisch-australischen Sängers Gotye, wo die Warner Music Group sie entdeckte und Diamandis schließlich einen Plattenvertrag mit 679 Recordings unterzeichnete.

## Inhalt und Stil
Inhaltlich sind die Liedtexte geprägt von Gesellschaftskritik, modernen sozialen Werten, Familienleben und weiblicher Sexualität. Diamandis vermeidet es dabei gezielt Liebeslieder zu schrieben:

„Ich singe nicht über Liebe. Ich denke mein Album handelt mehr vom Leben – wer du sein willst, und dass du dich und deine Welt herausfordern musst. Ich glaube das unterscheidet mich.“

Der Eröffnungstitel Are You Satisfied? stellt dem Hörer die Frage, ob er mit einem durchschnittlichen, einfachen Leben zufrieden sei, und ob es wirklich nötig ist, zu lügen, um seine Ziele zu erreichen. Oh No! handelt von der Entschlossenheit, sein Leben selbst in die Hand zu nehmen und sich von niemandem mehr hineinreden zu lassen. The Outsider beschreibt Selbstzweifel und das Gefühl, nicht dazuzugehören und sich isoliert zu fühlen.

## Titelliste
Standard Edition
| #   | Titel             | Autor(en)                              | Länge |
| --- | ----------------- | -------------------------------------- | ----- |
| 1.  | Are You Satisfied | Diamandis                              | 3:21  |
| 2.  | Shampain          | Diamandis, Pascal Gabriel, Liam Howe   | 3:11  |
| 3.  | I Am Not a Robot  | Diamandis                              | 3:35  |
| 4.  | Girls             | Diamandis, Gabriel, Howe               | 3:28  |
| 5.  | Mowgli’s Road     | Diamandis, Howe                        | 3:12  |
| 6.  | Obsessions        | Diamandis                              | 3:38  |
| 7.  | Hollywood         | Diamandis                              | 3:50  |
| 8.  | The Outsider      | Diamandis                              | 3:17  |
| 9.  | Hermit the Frog   | Diamandis                              | 3:35  |
| 10. | Oh No!            | Diamandis                              | 3:02  |
| 11. | Rootless          | Diamandis, Gabriel, Howe               | 3:28  |
| 12. | Numb              | Diamandis                              | 4:16  |
| 13. | Guilty            | Diamandis, Richard Stannard, Ash Howes | 3:40  |

iTunes Version
| #   | Titel             | Autor(en) | Länge |
| --- | ----------------- | --------- | ----- |
| 14. | The Family Jewels | Diamandis | 4:05  |

## Singleauskopplungen
| Jahr | Titel            | Höchstplatzierung, Gesamtwochen, AuszeichnungChartplatzierungen (Jahr, Titel, , Platzierungen, Wochen, Auszeichnungen, Anmerkungen) | Höchstplatzierung, Gesamtwochen, AuszeichnungChartplatzierungen (Jahr, Titel, , Platzierungen, Wochen, Auszeichnungen, Anmerkungen) | Höchstplatzierung, Gesamtwochen, AuszeichnungChartplatzierungen (Jahr, Titel, , Platzierungen, Wochen, Auszeichnungen, Anmerkungen) | Höchstplatzierung, Gesamtwochen, AuszeichnungChartplatzierungen (Jahr, Titel, , Platzierungen, Wochen, Auszeichnungen, Anmerkungen) | Höchstplatzierung, Gesamtwochen, AuszeichnungChartplatzierungen (Jahr, Titel, , Platzierungen, Wochen, Auszeichnungen, Anmerkungen) | Anmerkungen                           |
| Jahr | Titel            | DE | AT | CH | UK | US | Anmerkungen                           |
| ---- | ---------------- | --- | --- | --- | --- | --- | ------------------------------------- |
| 2010 | Hollywood        | DE15 (18 Wo.)DE | AT17 (16 Wo.)AT | — | UK12 Silber · (15 Wo.)UK | — | Erstveröffentlichung: 29. Januar 2010 |
| 2010 | I Am Not a Robot | — | — | — | UK26 Silber · (7 Wo.)UK | US— GoldUS | Erstveröffentlichung: 23. April 2010  |
| 2010 | Oh No!           | — | — | — | UK38 Silber · (5 Wo.)UK | US— GoldUS | Erstveröffentlichung: 2. August 2010  |

## The Family Jewels Tour
Im Rahmen der Family Jewels Tour spielte Diamandis 70 Shows, unter anderem in Europa und Nordamerika. Aufgrund des Erfolgs ihrer teil ausverkauften Tour, gab die Sängerin einen zweiten Tourabschnitt mit dem Titel The Gem Tour bekannt.

### Liveband
- Peter Carr: Keyboard
- Dan Gulino: Bass
- Jonathan Shone: Keyboard
- Sebastian Sternberg: Schlagzeug

### Setliste
1. Girls
2. Seventeen
3. The Outsider
4. I Am Not a Robot
5. Oh No!
6. Numb
7. Obsessions
8. Rootless
9. Hollywood
10. Shampain
11. Guilty

Zugabe
- Starstrukk
- Are You Satisfied?
- Mowgli’s Road

## Rezeption
| Professionelle Bewertungen | Professionelle Bewertungen |
| Kritiken                   | Kritiken                   |
| Quelle                     | Bewertung                  |
| -------------------------- | -------------------------- |
| Laut                       | [ 10 ]                     |
| CDStarts                   | [ 11 ]                     |
| Rolling Stone              | [ 12 ]                     |
| Plattentest                | [ 13 ]                     |
| The Times                  | [ 14 ]                     |
| Tonspion                   | Positiv                    |
| Sputnikmusic               | [ 16 ]                     |
| Metascore                  |                            |
| 68 %                       |                            |

Die Rezensionen zu The Family Jewels fielen recht positiv aus. Deborah Katona von Laut.de lobte „vor allem Marinas Organ, eine angenehme Altstimme, die in der heutigen Popwelt eine Seltenheit darstellt… Von der Ballade über starken Powerpop bis hin zu glamourösen Nummern. Alles findet seinen Platz… Marina bleibt trotz hoher Hitparadenverträglichkeit individuell. Und liefert ein kurzweiliges Debüt.“
Frank Lähnmann vom Rolling Stone zeigte sich von Diamandis Debüt begeistert: „Ein besseres Popalbum – im klassischen Sinne – als ihr Debüt wird es möglicherweise dieses Jahr nicht mehr geben… Marina Diamandis besteht jede Echtheitsprüfung. Manchmal driftet ihr Hi-Energy-Freak-Pop ins Esoterische ab – nicht einmal das wirkt aufgesetzt oder ausgedacht, sondern hat Charme. Diese Schwingungssurferin lassen wir uns gefallen. Und auch den ABBA-Refrain von Shampaign.“
Auch Maximilian Nitzke von CDStarts.de befand das Werk für gut, kritisierte aber die mangelnde Innovation: „Hier wird in bester Pop-Manier das Haus auf den Kopf gestellt. Marina bringt mit ihren Familienjuwelen letztendlich nichts Neues, sondern reiht sich in das breite Sortiment ein, welches die jungen Damen des neuen Jahrzehnts präsentieren…Die Schienen sind gelegt und die etwas unausgegorene Mischung aus anspruchsvoller Popmusik und Clubtracks muss sich erst noch finden.“

## Kommerzieller Erfolg

### Chartplatzierungen
| ChartsChartplatzierungen       | Höchstplatzierung | Wochen |
| ------------------------------ | ----------------- | ------ |
| Deutschland (GfK)              | 12 (10 Wo.)       | 10     |
| Österreich (Ö3)                | 18 (6 Wo.)        | 6      |
| Schweiz (IFPI)                 | 100 (1 Wo.)       | 1      |
| Vereinigte Staaten (Billboard) | 138 (1 Wo.)       | 1      |
| Vereinigtes Königreich (OCC)   | 5 (33 Wo.)        | 33     |

| ChartsJahrescharts (2010)    | Platzierung |
| ---------------------------- | ----------- |
| Vereinigtes Königreich (OCC) | 87          |

### Auszeichnungen für Musikverkäufe
| Land/Region                  | Auszeichnungen für Musikverkäufe (Land/Region, Auszeichnung, Verkäufe) | Verkäufe |
| ---------------------------- | ---------------------------------------------------------------------- | -------- |
| Irland (IRMA)                | Gold                                                                   | 7.500    |
| Vereinigtes Königreich (BPI) | Platin                                                                 | 300.000  |
| Insgesamt                    | 1× Gold · 1× Platin ·                                                  | 307.500  |